# Geographic Names Information System
Le Geographic Names Information System (GNIS), littéralement en français : « Système d'information sur les noms géographiques », est une base de données qui indexe plus de deux millions de références physiques et culturelles aux États-Unis et dans ses dépendances territoriales.

## Histoire
Le GNIS fut élaboré, en 1947 par l'United States Geological Survey (en français : « Institut d'études géologiques des États-Unis », un organisme gouvernemental américain se consacrant aux sciences de la Terre, en collaboration avec l'United States Board on Geographic Names (BGN), (en français : « Bureau des États-Unis pour le nommage géographique »), un organisme du gouvernement fédéral des États-Unis, chargé d'établir et de maintenir un usage uniforme des noms géographiques dépendant de l'autorité du gouvernement américain.
Le Bureau du recensement des États-Unis, participe également à ces travaux, en définissant les localités désignées pour le recensement. Celles-ci font partie d'un sous-ensemble de lieux dans la base de données des noms enregistrés.
La circulaire Publication 28 de 1997 de l'United States Postal Service (en français : « Services postaux américains ») institue une standardisation des adresses aux États-Unis (Toponymies, noms des rues, abréviations, etc.).